# Enric Ansesa i Gironella
Enric Ansesa i Gironella (Girona, 1945) és un pintor català. A més ha realitzat serigrafies, cartells, instal·lacions, vídeos i escenografies de ballet. És considerat com un dels principals representants de la generació oculta.
La seva obra, rotunda, sensible i d'una profunda harmonia estètica, manté la constant del color negre. El negre, que va més enllà de la llum, que es transforma en energia i al mateix temps en espai. De composicions constructivistes, s'hi configuren dialèctiques sígniques i gestuals, sovint d'un marcat sentit minimalista. Aquesta obra, rigorosament conceptual, es mostra també en les seves instal·lacions com a materialització dels seus plantejaments en l'espai. La seva escultura objectual és una conceptualització d'objectes recuperats i a vegades descontextualitzats del seu ús o funció, és una materialització d'idees.
Els seus treballs inicials es caracteritzen per un realisme expressionista, per passar després a un període de transició per arribar a una dissolució basada en el mètode abstracte, fent uns usos foscos del color i aplicant simbolisme a les seves obres. A més d'instal·lacions efímeres, el 1982 també va dur a terme amb Jaume Faixó la carta de colors del Barri Vell i de les Cases de l'Onyar, que va contribuir a fer-ne un dels atractius més coneguts de Girona.
Amb una profunda consciència cultural i social, es va implicar en la transició cap a la democràcia, compromès en l'afirmació identitària del seu país. El 1976 va crear l'Assemblea Democràtica d'Artistes de Girona (ADAG) (1976-1978), un col·lectiu de trentacinc artistes que reivindicaven, a través d'accions, la llibertat creativa. Va ser una de les principals experiències organitzatives i d'acció política antifranquista del món artístic a Catalunya. El 2017, el Museu d'Art de Girona va dedicar una exposició a aquest moviment artístic. El mateix any, va fundar la primera associació Salvem la Devesa. El 1978, va fundar juntament amb Jaume Faixó, Jordi Gispert i Quim Corominas la revista Art-Actitud.
Ha participat en moltes exposicions individuals a la península ibèrica i al món. L'any 2020 el Museu Can Framis de la Fundació Vila Casas li dedicà una exposició retrospectiva en motiu dels seus 50 anys de trajectòria artística, titulada Persistències.